# Bánffy György (1661–1708)
Losonczi báró, majd gróf Bánffy György (1661 – Nagyszeben, 1708. november 15.): Habsburg-párti főúr, az osztrák birodalomhoz csatolt Erdély első főkormányzója (gubernátor).

## Családja
Református főúri családból származott. Apja Bánffy Dénes, akit I. Apafi Mihály 1674-ben Teleki Mihály nyomására kivégeztetett. Anyja Bornemisza Kata (†1685) volt. 1679 körül Daniel Zsófiát, Daniel Mihály leányát, majd megözvegyülve, 1681. július 17-én Bethlen Klárát, Bethlen Gergely erdélyi főgenerális (1641–1697) és Thoroczkay Mária leányát vette feleségül.

## Pályafutása
1681–1685 között Doboka, 1685–1693 között Fehér, 1693-tól haláláig Kolozs vármegye főispánja, 1694-től egyben kolozsvári főkapitány is. 1687-től 1690-ig fejedelmi tanácsúr. 1691-ben az erdélyi református egyházkerület főgondnoka lett. 1692-től gubernátor II. Apafi Mihály mellett. 1696-ban I. Lipót grófi címmel tüntette ki.
Kinevezése után hozzákezdett a bonchidai vár kastéllyá alakíttatásához, de a Rákóczi-szabadságharc kitörése miatt a munka félbeszakadt. A gubernátor a kurucok elől Nagyszebenbe menekült, ahol később (1708. november 15-én) meg is halt. 1709 végén temették el a kolozsvári Farkas utcai református templomban, ahol ma is látható halotti emléktáblája.